# Липков, Александр Иосифович
Александр Иосифович Липков (31 декабря 1936, Москва, СССР — 23 марта 2007, Москва, Россия) — советский и российский киновед, критик и журналист. Кандидат искусствоведения (1973).

## Биография
Родился 31 декабря 1936 года в Москве.
В 1959 году окончил Московский полиграфический институт, в 1966 году — ВГИК. Печатается с 1963 года. Работал в журнале «Советский экран», в «Экспериментальной творческой киностудии» (под руководством Григория Чухрая), московским корреспондентом журнала «Cinema International» в 1983—1988 годах и редактором-студии «Круг» при «Мосфильме» с 1988 года.
Выступил автором ряда статей о кино, и сценариев мультипликационных, документальных и научно-популярных фильмов.
Умер 23 марта 2007 года в Москве.